# Гаспар де Крайєр
Гаспар де Крайєр (нід. Gaspar de Crayer 18 листопада 1582, Антверпен — 27 січня 1669, Гент) — фламандський художник доби бароко.

## Біографія
Батько був художником-декоратором. Син успадкував і його прихильність до мистецтва, і його повне ім'я Гаспар де Крайєр, тобто став де Крайєр молодший.
Перші художні навички опановував у батька. Потім навчався у майстерні Рафаеля Коксі, сина художника Міхіля Коксі (1540—1616).
Гаспар де Крайєр не прагнув залишитися у Антверпені, що страдав від каральних акцій іспанців, а почав робити власну кар'єру у місті Брюссель, центрі аристократичного мистецтва Іспанських Нідерландів і резиденції ерцгерцогів. 1607 року він був прийнятий до гільдії св. Луки, а у період 1611-1617 років був обраний на посаду декана цієї гільдії.
На відміну від інших майстрів, Гаспар де Крайєр молодший не відвідував Італії і не пройшов стажування у папському Римі, що вважався школою для митців з північних країн Європи. Він починав працювати у манері пізнього відродження і маньєризму.
У середньому періоді творчості він зустрівся із творами Пітера Пауля Рубенса, що привіз із Італії стилістику бароко. Не збережено відомостей про контакти між Гаспаром де Крайєром молодшим і Рубенсом. Але художник мав можливість бачити і вивчати його твори, бо Рубенс рахувався придворним художником ерцгерцогів з правом жити і працювати не у Брюсселі, а у Антверпені. Згодом Гаспар де Крайєр молодший перейшов на манеру, схожу з художньою манерою Рубенса і таким чином сприяв її розповсюдженню. Був відомим власними картинами для вівтарів католицьких храмів доби контрреформації та портретами аристократів. Мав дружні і ділові стосунки з Маттісом Муссоном з міста Антверпен, що також сприяв отриманню художником нових замов.
Відомо, що Гаспар де Краєр був одружений і ще 17 лютого 1613 року узяв шлюб із пані Катариною Янсенс.

## Перелік обраних творів

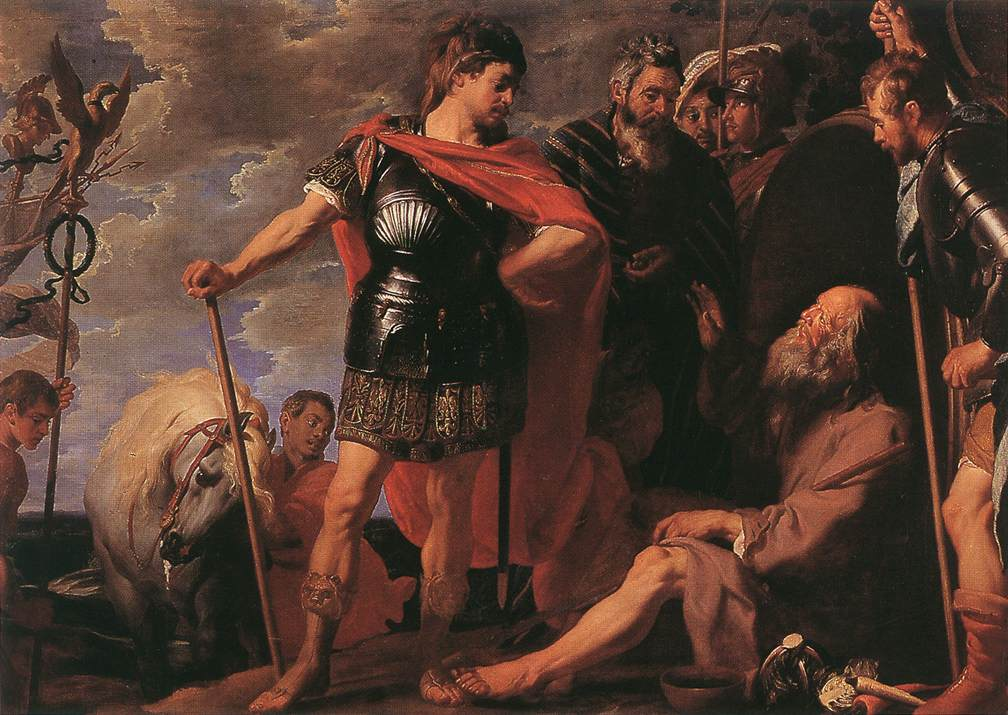
Гаспар де Крайєр. «Не затуляй мені сонце (філософ Діогені і Олександр Македонський)», середина 17 ст.

- «Керівники благодійного закладу біля розп'яття», бл. 1630—1640 рр.
- «Христа знімають з хреста», після 1630 р.
- «Св. Доротея і янгол», 1640-і рр.
- «Поклоніня пастухів»
- «Суд Соломона», Музей витончених мистецтв (Гент)
- «Оплакування Христа», після 1649 р., Музей історії мистецтв, Відень
- " Оплакування Христа з портретами подружжя Дондельберг ", Королівські музеї витончених мистецтв (Брюссель)
- «Св. Амвросій», бл. 1655 р., Національний музей Прадо
- «Св. Антоній Падуанський з Христом дитиною», бл. 1655 р., Національний музей Прадо
- «Св. Августин», бл. 1655 р., Національний музей Прадо
- «Страта Івана Хрестителя», Катедральний собор св. Бавона

## Галерея обраних творів

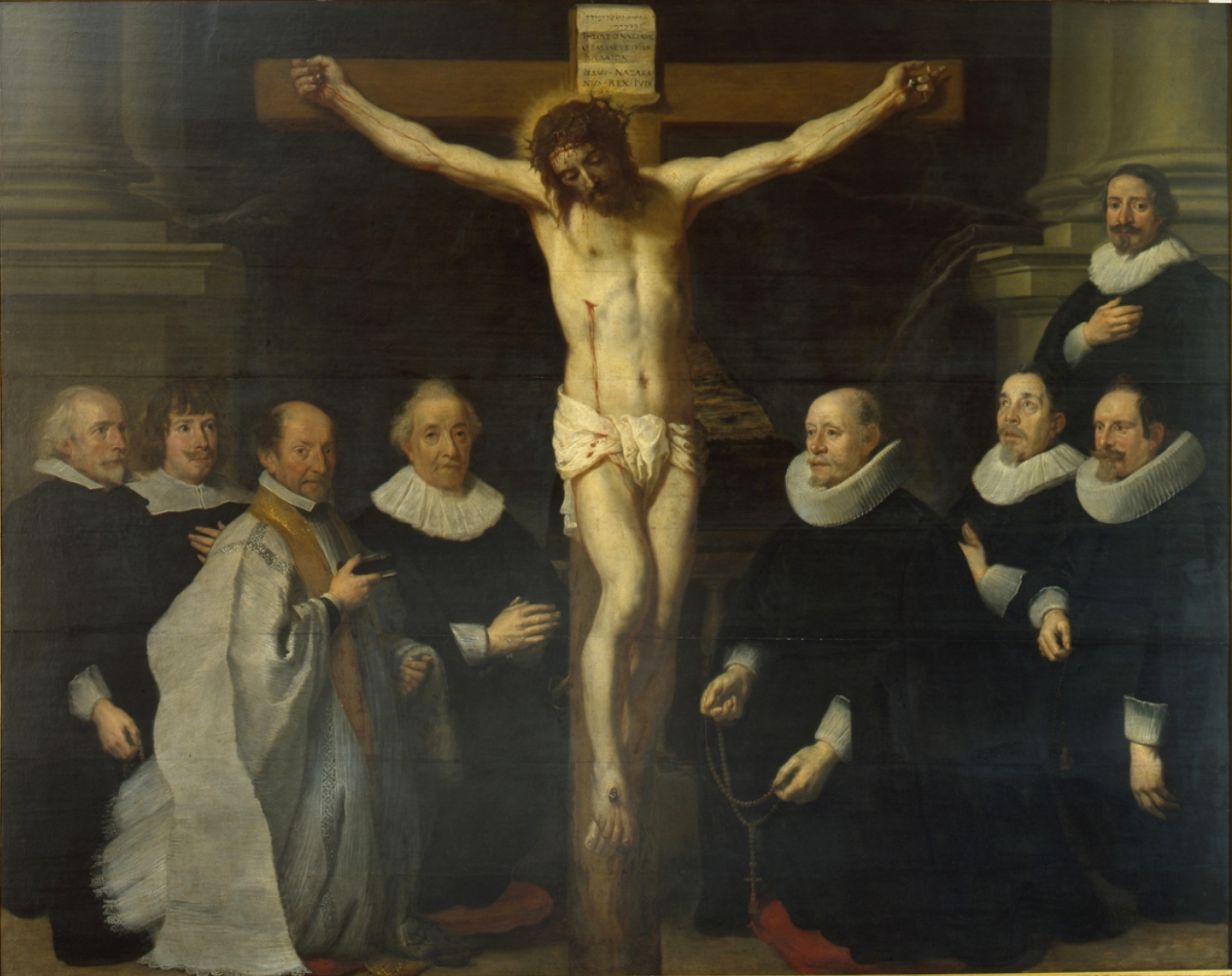
Гаспар де Крайєр. «Керівники благодійного закладу біля розп'яття», бл. 1630—1640 рр.

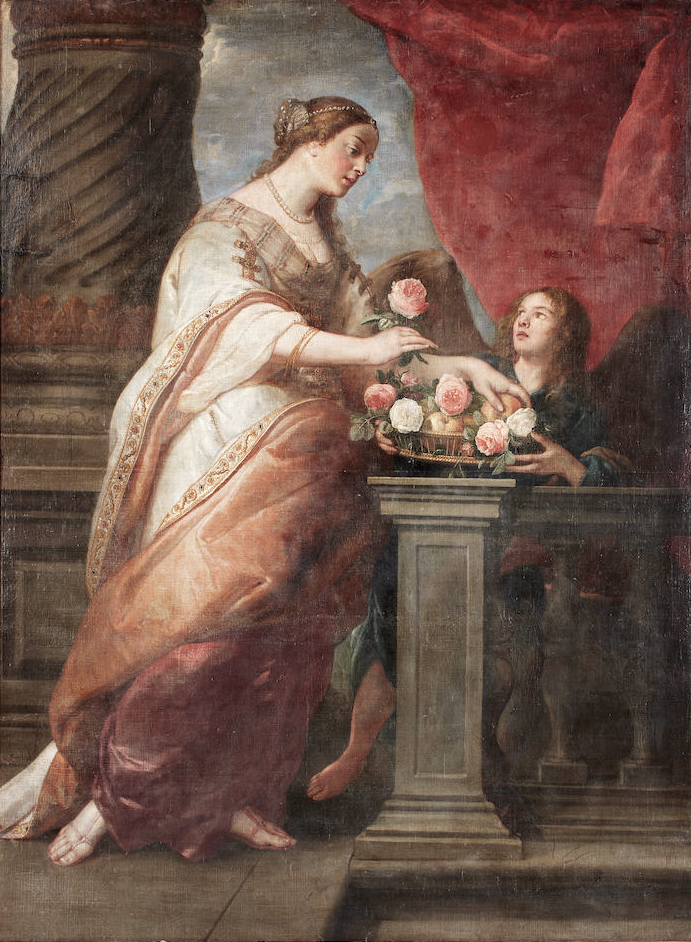
Гаспар де Крайєр. «Св. Доротея і янгол», 1640-і рр.
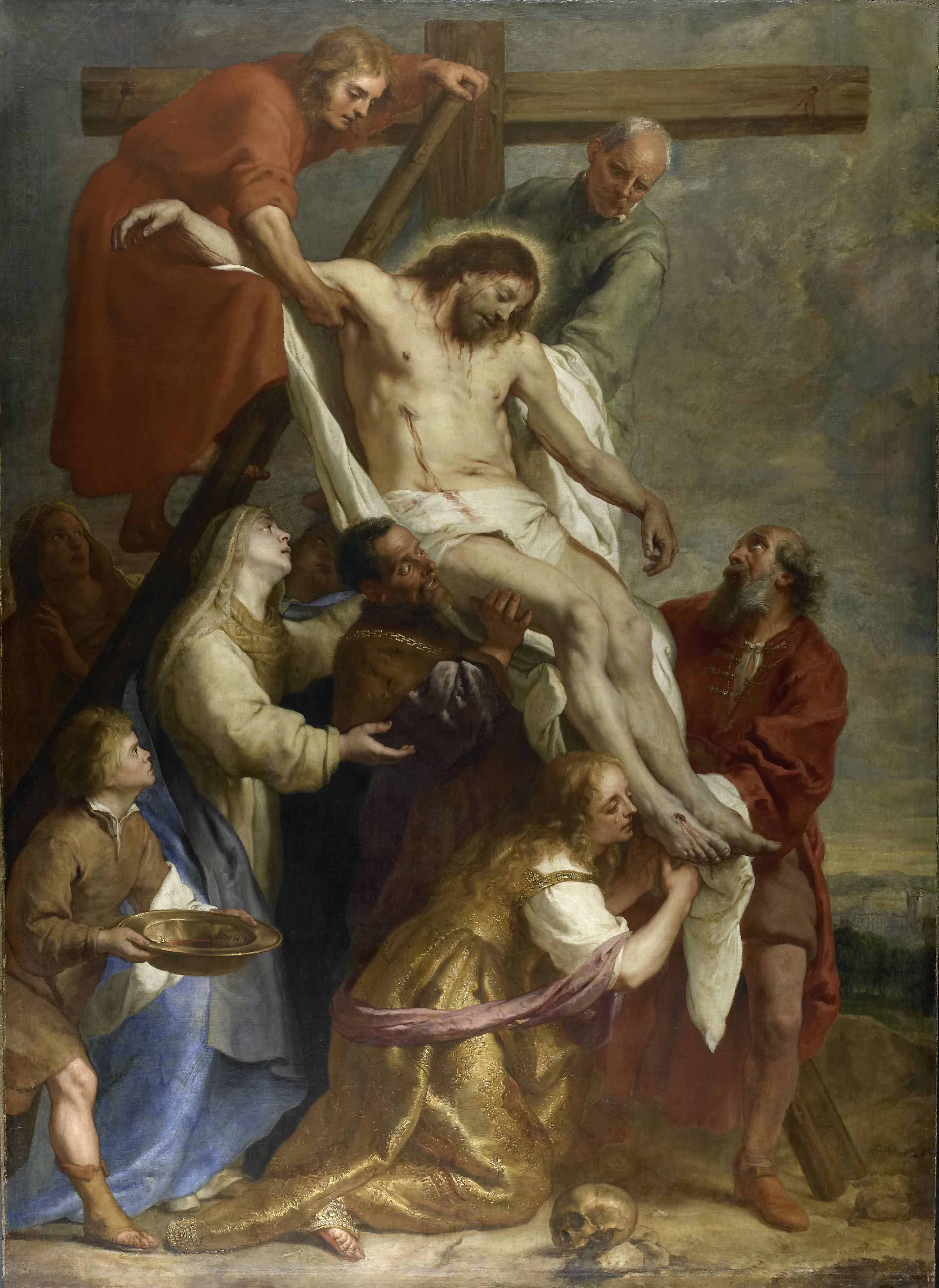
Гаспар де Крайєр. «Христа знімають з креста», після 1630 р.
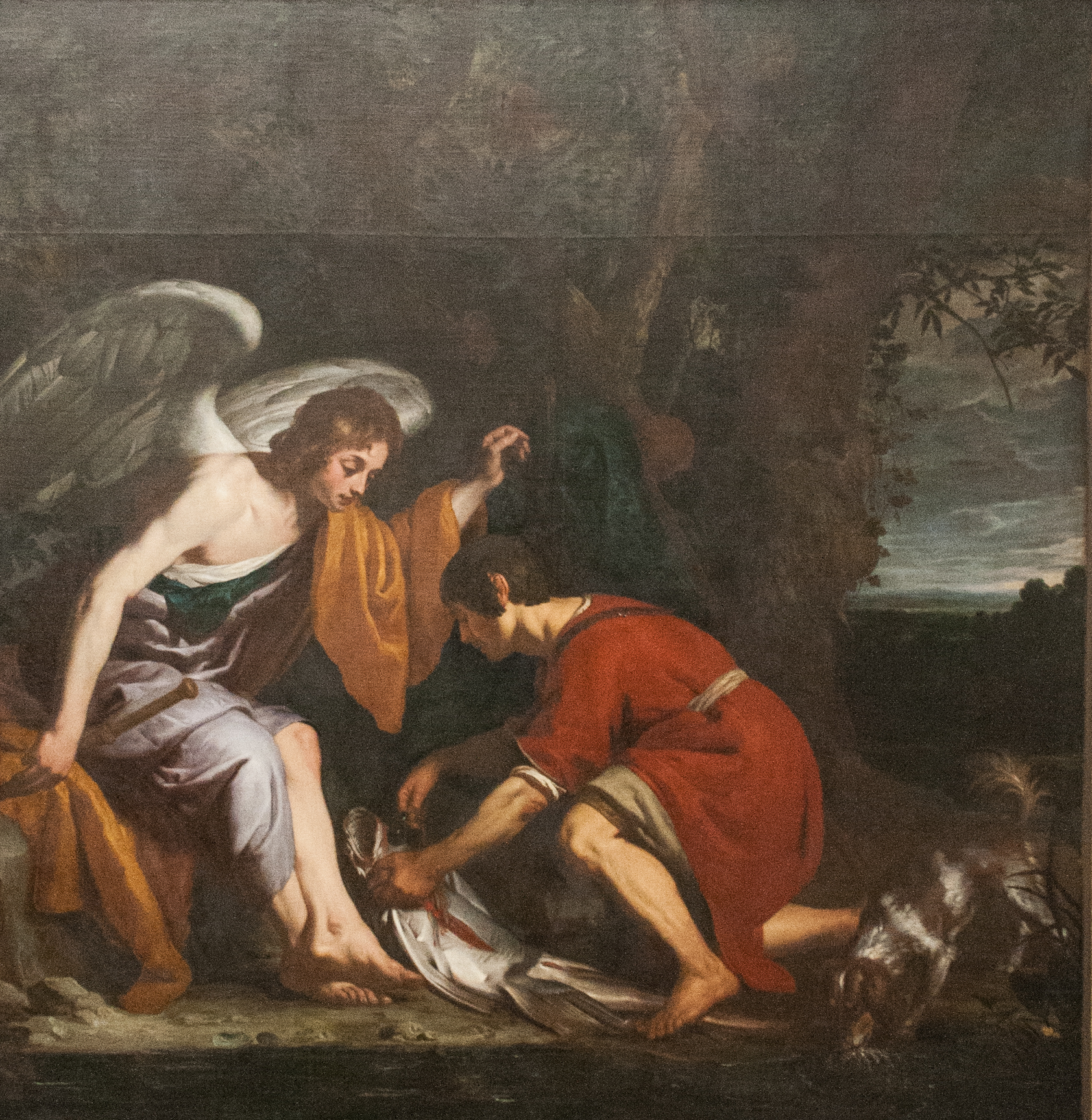
Гаспар де Крайєр. «Товія і янгол»
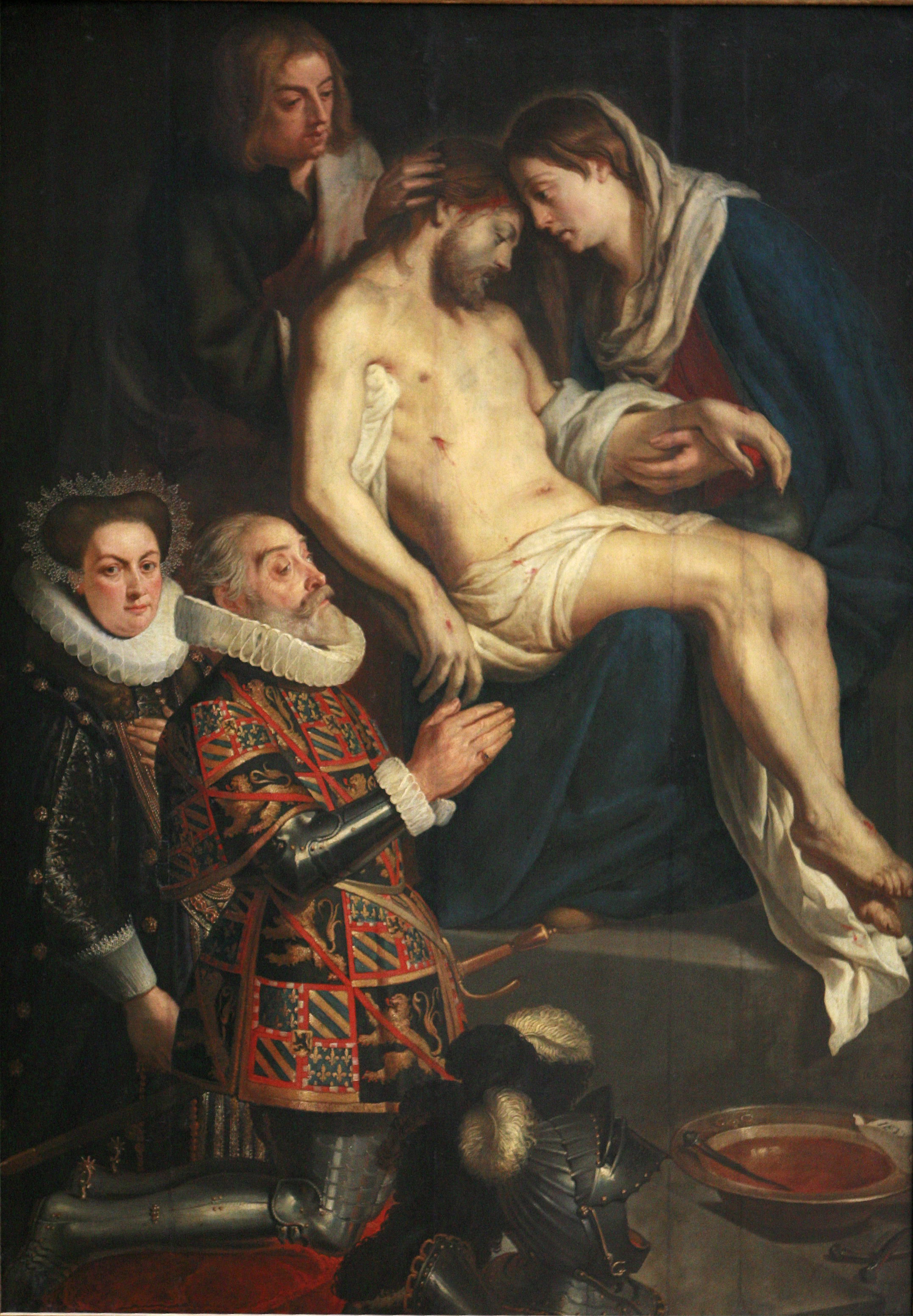
Гаспар де Крайєр. « Оплакування Христа з портртами подружжя Дондельберг », Королівські музеї витончених мистецтв (Брюссель)

## Парадний портрет роботи митця

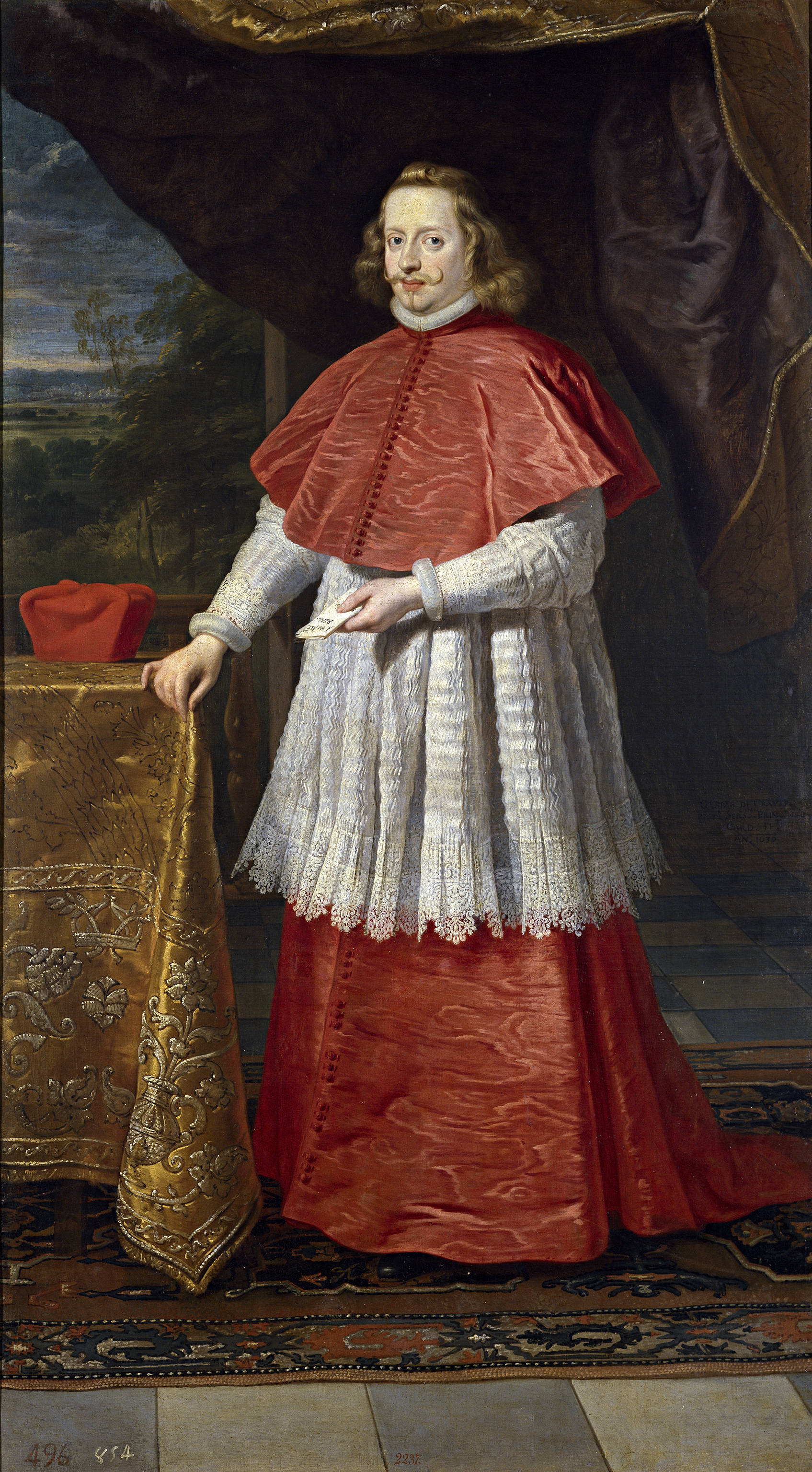
Гаспар де Крайєр. «Принц кардинал Фердинанд Австрійський», 1639 р.
Гаспар де Крайєр. «Королева Анна Австрійська, консорт при імператорі Матіасі»,
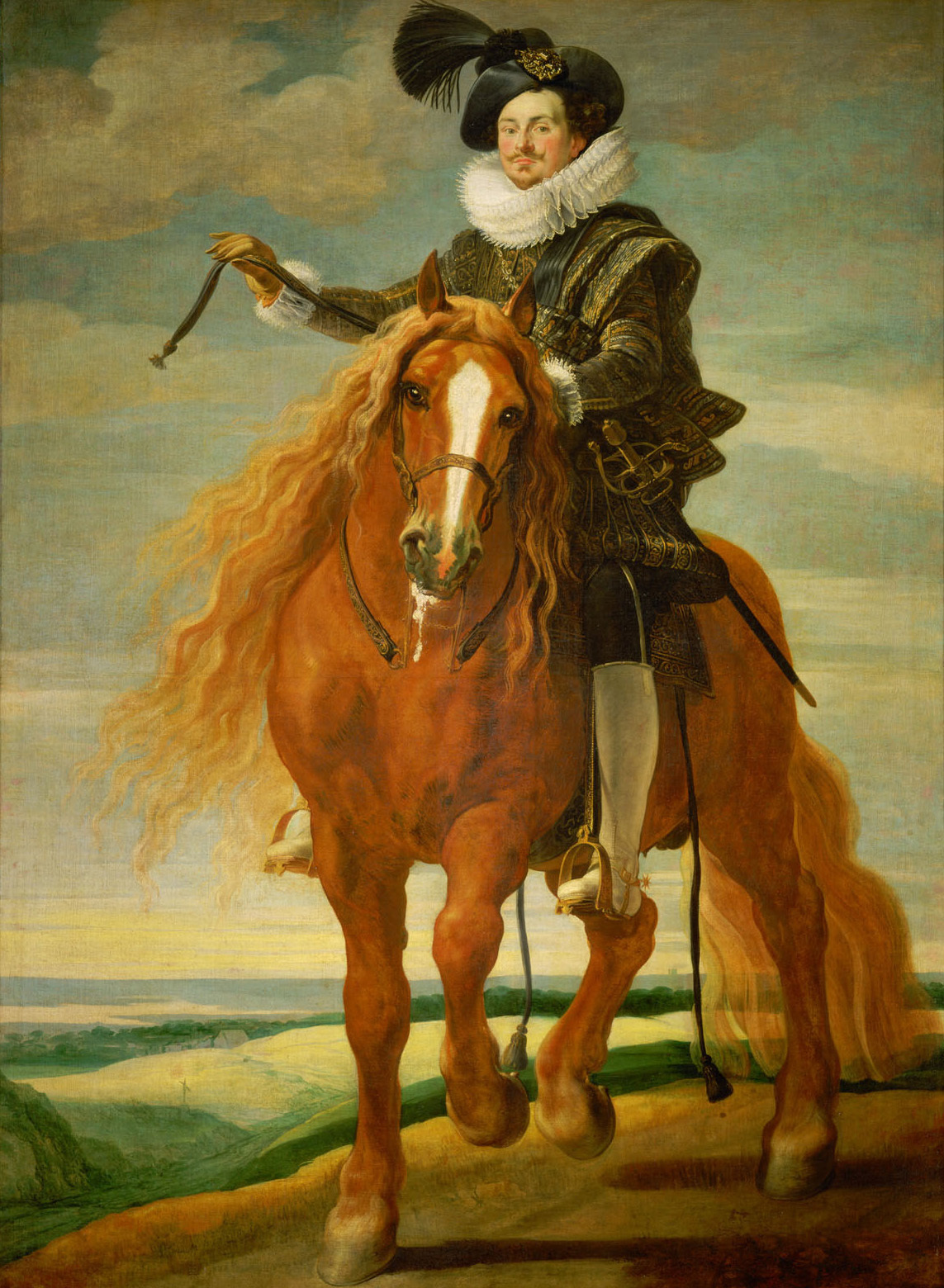
Гаспар де Крайєр. «Кінний портрет маркіза де Леганес», до 1628 року. Музей історії мистецтв, Відень
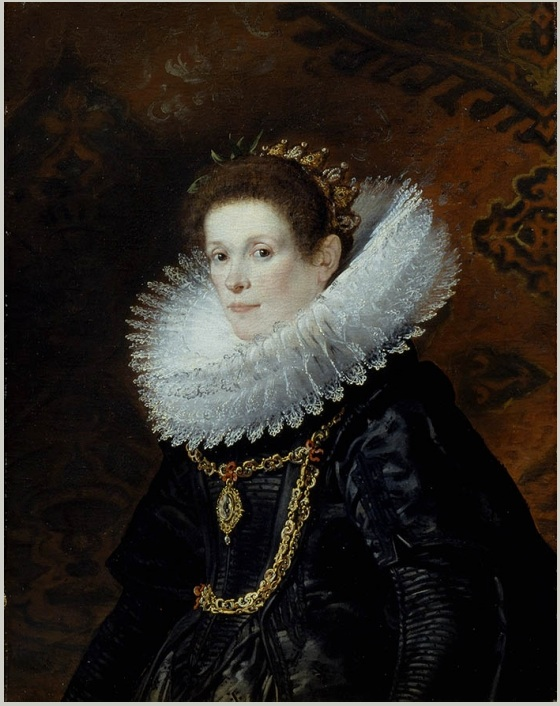
Гаспар де Крайєр. «Портрет шляхетної пані», середина 17 ст.